# ミツデウラボシ
ミツデウラボシ (鵞掌金星草、Selliguea hastata (Thunb.) H. Ohashi & K. Ohashi) は、シダ植物門ウラボシ科ミツデウラボシ属のシダ類である。日本ではこの属で最も普通に見られる種である。名前は葉が大きく三つに裂けることから。ただし、十分成長しないとこの形にならない。

## 特徴
葉は単葉。茎はやや太くて横に這い、針金のような根を出して岩に固着する。茎の表面は密生する褐色の鱗片に覆われる。まばらに葉をつける。
葉は長い葉柄を持ち、大きいものでは葉柄は20センチメートル以上、葉身は30センチメートル以上に達するが、たいていは全体で20センチメートル位までである。
葉柄は細くて硬く、褐色で基部は黒みを帯び、全体につやがある。葉全体の長さの半分近くを葉柄が占めている。
葉身は単葉だが、成長すると基部で大きく三裂する。分裂しない場合は全体は披針形で鋭尖頭、つまり基部の方が幅広い楕円形で、先端はやや細く伸びる。分裂する場合は基部から左右に大きく裂片が突き出る。左右の裂片は中心となる葉ほどは長くならず、左右やや斜め先端方向に出る。葉質は薄くて硬く、表面は緑で多少つやがある。
胞子嚢群は葉の裏側、主脈に沿って左右に一列をなして配置する。個々の形は円形で、やや主脈に近い位置にある。

## 分布等
日本では北海道南西部から琉球列島にかけて分布し、この類では最も目にするものである。国外では朝鮮南部、中国、台湾、フィリピンに産する。
各地の低山で岩の上などに付着して見られる着生植物である。苔の生えた岩の上に出るが、結構道端でも見かける。

## 亜種
亜種に以下がある。
- リュウキュウミツデウラボシ var. longisquamata (Tagawa) H. Ohashi et K. Ohashi[2]

## 類似種
同属の近縁種としては、以下のものがある。
- タカノハウラボシ S. engleri (Luerss.) Fraser-Jenk.[2]（C. engleri (Luerse.) Copel.） - 葉が三裂しないこと以外はミツデウラボシによく似る。名前は鷹ノ羽裏星で、主脈と側脈が黒っぽく浮き出るのを鷹の羽根に見立てたもの。本州南岸以南と、ミツデウラボシより南に分布。
- ヒメタカノハウラボシ S. yakushimensis (Makino) Fraser-Jenk.[2]（C. yakushimensis (Makino) Tagawa） - タカノハウラボシより一回り小さく、軸は黒っぽくならない。屋久島から沖縄本島などの渓流に生える渓流植物。

最もよく似ているのは同属のタカノハウラボシである。葉が三裂することはないが、単葉の状態ではとてもよく似ている。その場合、ミツデウラボシは披針形で葉の側面が先端に向けて狭まるのに対して、タカノハウラボシではほぼ平行になっている点で区別する。
ノキシノブ類などにも個々の特徴では似たところがあるが、はっきり区別できる長い葉柄が大きな特徴になるので、判別は難しくない。

## 研究史
スウェーデンの植物学者カール・ペーテル・トゥーンベリによって本格的に研究された後、クリストファー・ロイ・フレーザー＝ジェンキンスによって現在の学名 Selliguea hastataがついた。さらにまた、2009年、大橋広好と大橋一晶により、初めてミツデウラボシに対する化学的研究の結果発表が成し遂げられた。

## 人間との関わり

### 文化
大韓民国では、皐蘭草（こうらんそう、朝鮮語: 고란초; コランチョ）と呼ばれ、忠清南道扶余郡扶余邑双北里に棲息しているものとして有名になっており、ミツデウラボシ棲息地域近傍に位置する皐蘭寺の名前の由来となっている。百済時代、王たちは、皐蘭寺のある扶蘇山の断崖の湧き水を好んで飲み、宮女たちにその水を取りに行かせた際、そこから確かに取ってきたという証拠に、皐蘭草の葉を2,3枚浮かべて差し出させたという。